# Maria Petralifena
Maria Petralifena, também Maria Ducena Comnena Petralifena (Maria Doukaina Komnene Petraliphaina), era a esposa de Teodoro Comneno Ducas e mais antiga consorte de um déspota de Epiro conhecida pelo nome. As duas esposas de Miguel I Comneno Ducas, predecessor de Teodoro, eram da família Melisseno, mas não se sabe os seus nomes.

## Casamento e filhos
Maria casou-se com Teodoro Comneno Ducas, filho do sebastocrator João Ducas e Zoé Ducena. De acordo com Sturdza, Zoé era filha de Constantino Ducas, mais conhecido como Macroducas. Em 30 de maio de 1185, ele foi apedrejado até a morte por ordem de Andrônico I Comneno. Coniates relata que sua esposa era uma Comnena cuja mãe era filha de Isaac Comneno (m. 1154) com sua primeira esposa, Teodora.
Teodoro foi feito senhor de Argos, Corinto e Náuplia em 1208 e sucedeu o meio-irmão pelo lado paterno, Miguel I Comneno Ducas como déspota de Epiro em 1215. Ele expandiu seu domínio para a Tessália e a Tessalônica. Em 1225, foi coroado imperador, mas acabou sendo capturado pelo tsar João Asen II da Bulgária em 1230 depois da Batalha de Klokotnitsa e perdeu todas as suas terras. Presume-se que Maria tenha sido sua consorte durante todo este período e não se sabe quando ela morreu.
Eles tiveram quatro filhos:
- João Comneno Ducas, governante de Tessalônica e da Tessália.
- Demétrio Ângelo Ducas, governante de Tessalônica.
- Ana Ducena Angelina, esposa de Estêvão Radoslau da Sérvia.
- Irene Comnena Angelina, esposa de João Asen II da Bulgária.